# Gare de Maillé
La gare de Maillé est une gare ferroviaire française de la ligne de Paris-Austerlitz à Bordeaux-Saint-Jean, située sur le territoire de la commune de Maillé, dans le département d'Indre-et-Loire, en région Centre-Val de Loire.
C'est une halte ferroviaire de la Société nationale des chemins de fer français (SNCF), desservie par des trains TER Centre-Val de Loire circulant entre Tours et Port-de-Piles ou Poitiers.

## Situation ferroviaire
Établie à 53 m d'altitude, la gare de Maillé est située au point kilométrique (PK) 276,050 de la ligne de Paris-Austerlitz à Bordeaux-Saint-Jean entre les gares de Port-de-Piles et de Sainte-Maure - Noyant.

## Histoire
La gare est ouverte le 15 juillet 1851.

## Service des voyageurs

### Accueil
Halte SNCF, c'est un point d'arrêt non géré (PANG), équipé de deux quais avec abris. Le passage d'une voie à l'autre se fait un passage souterrain. Un parking pour les véhicules est présent.

### Dessertes
Maillé est desservie par des trains du réseau TER Centre-Val de Loire circulant entre Tours et Port-de-Piles. Au-delà de Port-de-Piles, certains sont prolongés ou amorcés à Poitiers.

### Intermodalité
Un parc pour les vélos et un parking y sont aménagés.